# Paitoon Tiepma
Paitoon Tiepma (thail. ไพทูรย์ เทียบมา; Lopburi, 13 settembre 1981) è un calciatore thailandese, difensore del Muangthong United.

## Carriera

### Club
Tiepma vestì le maglie di Osotspa Saraburi, degli indonesiani del Persijap Jeapara, nuovamente dell'Osotspa Saraburi (in prestito) e successivamente del Muangthong United.

### Nazionale
Tiepma conta 10 presenze per la Thailandia.